# ひっぱりうどん
ひっぱりうどんは、山形県内陸部の郷土料理。

## 概要
山形県内陸部、特に村山地方におけるうどんの食べ方の一つ。茹で上がったうどん（主に乾麺を用いる）を釜や鍋からすくい上げて、そのまま納豆やサバ缶などで作ったタレで食べる（かける・つける・絡める）スタイルのうどんである。
「ひっぱる」の意味は、釜からうどんを引っ張るから、納豆の糸をひくからなど諸説ある。他の名称として「ひきずりうどん」「ひっぱりあげうどん」「つっぱりうどん」などがある。
家庭によってはうどんを素麺に置き換えて「ひっぱりそうめん」として食するケースもある。
発祥は村山市戸沢地域、広域では村山市西部が挙げられている。冬が厳しい山形県内陸部では、非常時に備え保存食として乾麺などを家庭で常備しており、農家の多くは自家製の納豆を作っていた。戸沢地域の山間部において、山籠もりする炭焼き職人は食事の際に持ち寄った乾麺を茹でて鍋からひっぱり出し、納豆などが入ったタレに直接からめて食べていた。これは手間が少なく味も良いことから、家庭の食事としても取り入れられたことによって、次第に広まっていったと伝えられている。
当初は納豆にネギなどで食べられておりサバ缶は一般に使われていなかった。昭和初期の村山盆地、現在の天童市付近では、ひっぱりうどんは飯の量が少ないときに補いとして作るものであり、大鍋で茹でた干しうどんを各自が鍋から掬い取り、手元で「ねぎ納豆」をかけて食していたという。
山で食べられていた乾麺が家庭で食べられるようになり、つけダレに大根や山芋が入るようになり、昭和30年代から自家製の納豆や、生卵、漬物が、昭和40年代からは、購入したサバ缶が加えられるようになった。
フジテレビのミニ料理番組『くいしん坊!万才』でも取り上げられたことがあり、1987年2月1日放送分では当時のリポーター（6代目）であった梅宮辰夫が東置賜郡高畠町を訪れ「ひきずりうどん」を味わった回が放送された。余談ながら梅宮が2019年12月に死去した際に、追悼企画として同月15日に当時の映像が再放送された。
2000年代後半以降、山形県の郷土料理のひとつとしてマスコミに複数回取り上げられている。2009年8月25日放送『『ぷっ』すま』（テレビ朝日）の、山形県民が選んだご当地グルメ人気では第11位であった。山形ではメニューとして扱う店や、専用の乾麺が存在する。
2010年代以降、うどん関連のイベントに出品したり、ひっぱりうどんをメインとしたイベントが開催されている。
「ひっぱりうどん研究所」では、以下の3点でひっぱりうどんを定義している。
- 乾麺のうどんを使うこと
- 鍋から食べる人が直接ひっぱり上げること
- つけダレは各自の自由